# Athetis nigronotata
Athetis nigronotata är en fjärilsart som beskrevs av W. Warren 1913. Athetis nigronotata ingår i släktet Athetis och familjen nattflyn. Inga underarter finns listade i Catalogue of Life.